# Западноромански езици
Западнороманските езици са част от итало-западните езици. Те се разделят на:
- гало-иберийски езици — основната група, включително испански, окситански, португалски и френски
- пиренейско-мозарабски езици — няколко малки и изчезнали езици в Испания